# San Fabián (Santa Fé)
San Fabián é uma comuna do departamento de San Jerónimo, província de Santa Fé, Argentina.